# Der Monte Christo von Prag
Der Monte Christo von Prag, in Deutschland gezeigt unter dem Titel Um Frauen und Geld, ist ein österreichisches Stummfilm-Kriminaldrama aus dem Jahre 1929. Unter der Regie von Hans Otto Löwenstein spielen Walter Rilla und Valerie Boothby die Hauptrollen.

## Handlung
Ingenieur Fred Born weilt gerade im Haus der Orells, als dort ein Mord geschieht. Das Opfer ist der Kassierer der Orell’schen Firma. Fred, der sich bei einem heimlichen Stelldichein bei der in ihn verliebten Mary Orell aufhielt, nimmt daraufhin fast panikartig Reißaus, sodass er augenblicklich in Verdacht gerät, der Täter zu sein. Es dauert nicht lang, da hat ihn die Polizei gefasst. Um die mit einem anderen Mann verlobte Mary nicht zu kompromittieren, verschweigt Fred, der im Verhör seinen Aufenthalt im Hause Orell zugibt, den Grund für seinen Besuch. Insgeheim hofft Fred, dass Mary den Anstand besitzen wird, von sich aus der Polizei Bescheid zu geben. Doch er irrt sich, nichts passiert. Mary schweigt auch beim nachfolgenden Gerichtsprozess, und Fred wird zu 15 Jahren Gefängnis für eine Tat verurteilt, die er nicht begangen hat. Entscheidend für dieses Urteil ist die Aussage von Marys Verlobten Egon Bernhard, er habe Fred aus dem Tatzimmer herausstürmen sehen und vergebens versucht, ihn aufzuhalten.
Doch Fred hat Glück im Unglück. Während der Haft freundet er sich mit einem schon viele Jahre lang einsitzenden, alten Mithäftling an, der amnestiert werden soll. Der hinfällige Mann kann sich ein Leben in Freiheit nicht mehr vorstellen, und so tauschen beide ihre Rollen. Der Mithäftling überlässt Fred sogar seinen irdischen Besitz, sodass Born als gemachter, wohlhabender Mann in Freiheit ein neues Leben beginnen kann. Egon Bernhard hat in der Zwischenzeit Mary geheiratet und nach dem Tod des alten John Orell das Sagen in Haus und Firma. Bernhard ist jedoch nicht nur ein mieser Charakter, sondern auch noch ein ausgesprochen schlechter Geschäftsmann und ausschweifender Lebemann. Von dem Orell-Vermögen ist jedenfalls kaum noch etwas vorhanden. Den Ruin vor Augen, bringt sich Bernhard schließlich um und hinterlässt ein schriftliches Geständnis, dass er einst den Kassierer ermordet hatte. Born wird rehabilitiert und beginnt nun ein neues Leben mit seiner Jugendfreundin Elly Hubert, die sich in seiner Abwesenheit in aufopfernder Weise um seine alte, kranke Mutter gekümmert hatte.

## Produktionsnotizen
Der Monte Christo von Prag entstand im Winter 1928/29 und wurde am 3. Mai 1929 in Wien uraufgeführt. Der Film besaß sieben Akte, verteilt auf 2150 Metern Länge.
Der ehemalige Kinobetreiber und Filmverleiher Oskar Glück begann mit diesem Film seine Produzententätigkeit.

## Kritik
Die Österreichische Film-Zeitung schrieb: „Hans Otto … wußte aus dem konfliktreichen Geschehen, das von einem ungemein raffiniert durchgeführten Kriminalfall seinen Ausgang nimmt, in geschicktester Weise Effekte herauszuholen, die dem Film von Anbeginn an das größte Interesse sichern.“